# Aminah Tønnsen
Aminah Inger Tønnsen (født 6. august 1948 i Sønderborg) er en dansk forfatter og debattør, der er konverteret til islam og er kendt for i sit forfatterskab at udlægge islam for danskere og forholde sig til en række af de spørgsmål, som moderne danske muslimer stilles overfor. Dele af hendes forfatterskab er udgivet under navnet Aminah Echammari eller Aminah Tønnsen Echammari.

## Levned
Aminah Tønnsen voksede op i Sydslesvig (i Flensborg), hvor hun gik på Duborgskolen. Hun blev uddannet som tresproget korrespondent i 1967. Under et studieophold i Paris mødte hun en marokkansk mand, som hun giftede sig med i 1970, hvorefter de sammen tog til Marokko og boede der i otte år til 1978. Aminah Tønnsen har i et senere interview udtalt, at de levede "et overklasseliv, hvor religionen kun spillede en rolle til højtiderne". I 1978 flyttede ægteparret til Danmark, hvor Aminah Tønnsens mand havde fået arbejde. I Danmark fik Tønnsen ofte stillet spørgsmål om islam fra venner og bekendte. Da hun ikke vidste meget om emnet, begyndte hun at gå til undervisning og læse bøger om religionen. Hun konverterede til islam i 1983. Hendes forfatterskab om emnet begyndte nogle år senere, da hendes børn i gymnasiet skulle have undervisning i religion. Da Aminah Tønnsen ikke syntes, at de eksisterende lærebøger om islam var særlig gode, satte hun sig ned og skrev en indføring i islam.

## Temaer i forfatterskabet
Aminah Tønnsen har blandt andet beskæftiget sig med indholdet i europæisk islam eller euroislam. På linje med andre europæiske muslimske intellektuelle som f.eks. Tariq Ramadan understreger hun, at mange af Koranens budskaber er billedlige og åbne for fortolkning, hvilket gør "Koranens budskab så rummeligt, at det kan efterleves til alle tider og under alle omstændigheder." "Traditioner og fortolkninger (bør) ikke uden videre overføres fra én tidsalder til en anden, fra én kultur til en anden eller fra majoritets- til minoritetsvilkår. Man er nødt til hele tiden at se på Koranen med nye øjne for at kunne træffe valg og afgørelser i henhold til de aktuelle omstændigheder."
Aminah Tønnsen ser således intet modsætningsfyldt i at være muslim og modstander af dødsstraf, ligesom hun mener, at demokrati og ligestilling mellem kønnene er naturlige islamiske holdninger.

## Andre aktiviteter
Aminah Tønnsen har modtaget arbejdslegater fra Dansk Forfatterforening (2003 og 2013), Kunststyrelsen (2003) og Statens Kunstråd (2005). Hun modtog i juni 2011 Drassows Legat, også kendt som Dansk Forfatterforenings fredspris, der tildeles forfattere, der i deres forfatterskab arbejder for fred og mellemfolkelig forståelse. 
Aminah Tønnsen har i en årrække været bestyrelsesmedlem i Jødisk-Muslimsk Netværk i Danmark samt Islamisk-Kristent Studiecenter, hvis grundlag er "en ligeværdig dialog mellem religioner".
Siden årsskiftet 1987/88 har hun været leder af forlaget og bogsamlingen Islamisk Studiecenter.[kilde mangler]